# Thibault Damour
Thibault Damour   (6è arrondissement de Lió, 7 de febrer de 1951) és un físic teòric francès.
Damour és professor de física teòrica a l'Institut des hautes études scientifiques (IHÉS) d'ençà 1989. Expert en relativitat general, ha ensenyat aquesta matèria molt de temps a l'École Normale Supérieure (Ulm). Els seus treballs van contribuir significativament a la comprensió de les ones gravitacionals de sistemes estel·lars binaris compactes, i amb Alessandra Buonanno, va inventar l'aproximació efectiva d'un cos per a solucionar les trajectòries orbitals de forats negres binaris. És també un especialista en teoria de cordes.
Damour és entre els 10 autors més citats en física de partícules i nuclear el 2021. Ha rebut diversos premis científics, entre els quals la Medalla Albert Einstein (1996), la Medalla d'Or del CNRS (2017) i el Premi Balzan (2021) per "Gravitació: aspectes físics i astrofísics" (compartit amb Alessandra Buonanno).